# Borsa de Malta
La Borsa de Malta (maltès: Borza ta' Malta; anglès: Malta Stock Exchange) és l'única borsa de Malta. Està situada en la Valletta, en una antiga capella militar cap el port de la ciutat.
La Borsa va començar la seva activitat en 1992, després de ser creada per una llei de 1991, i és petita però molt activa. Està dirigida per un Consell, encapçalat per un President, que és el responsable d'acceptar les sol·licituds de cotització borsària i supervisar que les empreses representades en borsa compleixen les seves obligacions.